# France Ô
France Ô fou un canal de televisió francès de caràcter generalista i públic creat el 25 de febrer del 2005. Des del 2010 el canal estava disponible per la televisió digital terrestre francès, a més dels territoris d'ultramar (en francès d'Outre-mer, d'aquí el nom). De fet, la programació estava adreçada als habitants dels territoris d'ultramar, sent doncs un canal renovat a partir de l'RFO, creat el 25 de mars del 1998 per Jean-Marie Cavada.
El juliol de 2018 el govern francès va anunciar el tancament de França Ô per la disminució de l'audiència. Va posar punt-i-final a la seva programació el 20 d'agost de 2020 i va tallar el senyal el 2 de setembre.